# Peter von Muth

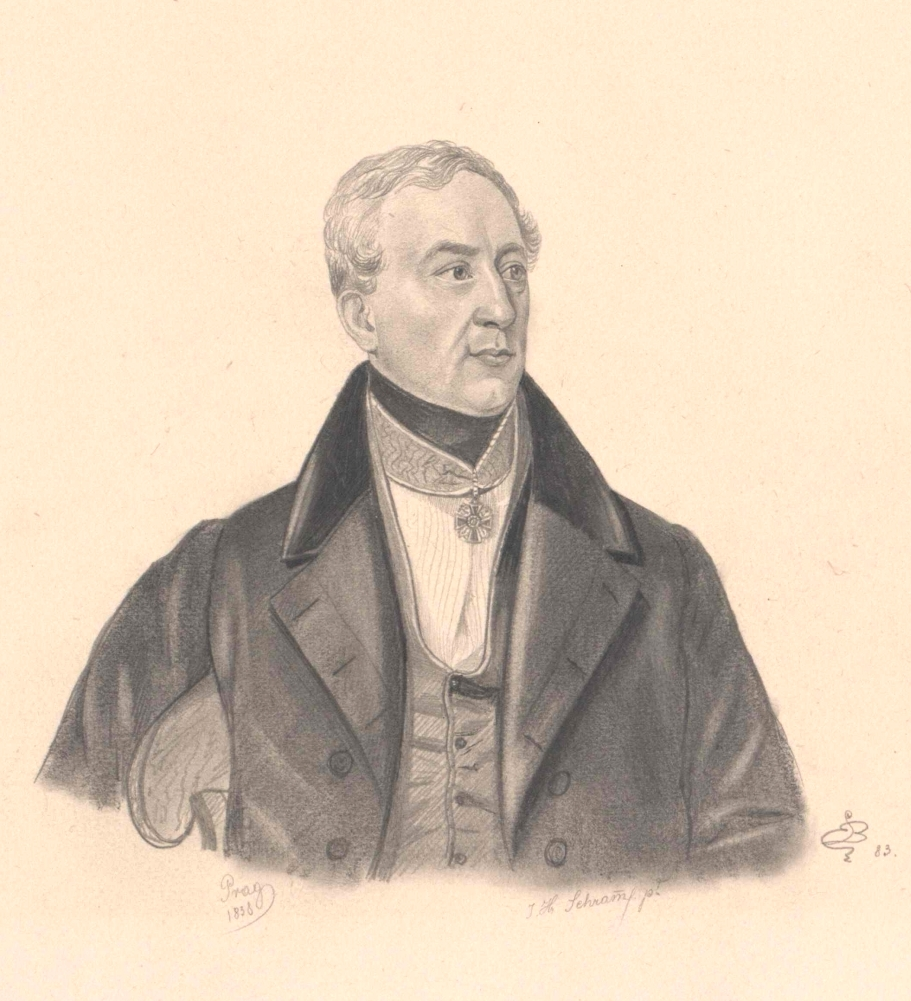
Peter Edler von Muth (1838)

Peter von Muth (* 7. März 1784 in Wien; † 9. September 1855 in Vorderbrühl) war ein österreichischer Polizeibeamter und auch als Dichter und Kritiker bekannt.

## Leben
Peter Muth war der Sohn eines Schnallenmachers. Nach Abschluss des Jurastudiums trat er 1806 in den Polizeidienst. 1817 kam er als Polizeidirektor nach Brünn und nahm als solcher am Troppauer Fürstenkongress teil. 1834 wurde er nobilitiert. 1836 zum Hofrat ernannt wurde er ein Jahr später Stadthauptmann von Prag, jedoch auf Betreiben des Regentschaftsrates Kolowrat wieder abgesetzt, worauf er 1845 Polizeioberdirektor von Wien wurde. Sein angebliches Versagen am 13. März 1848 bewirkte seinen sofortigen Rücktritt. Er war Ehrenbürger von Prag und Brünn.
Er starb 1855 in Brühl an der Cholera.
Der Germanist Richard von Muth (Pseudonym: Hermann Nordermann) war sein Enkel.
Im Jahr 1894 wurde die damalige Gärtnerstrasse in Muthgassen umbenannt.